# Stephan Ladislaus Endlicher
Stephan Ladislaus Endlicher (Pressburg, 24 de junho de 1804 — Viena, 28 de março de 1849), também conhecido por Endlicher István László, foi um botânico, linguista, sinologista e numismata, que se destacou no campo da sistemática, tendo publicado o sistema de Endlicher, de base morfológica, que se revelaria um dos principais sistemas de classificação das plantas da época. Foi diretor do Jardim Botânico da Universidade de Viena.

## Biografia
Endlicher estudou teologia num seminário católico e recebeu ordens menores. Em 1828, foi nomeado para a Biblioteca Nacional Austríaca (Österreichische Nationalbibliothek) com o objetivo de reorganizar a coleção de manuscritos ali depositados. Ao mesmo tempo, estudou história natural, em particular botânica, e línguas do leste asiático.
Em 1836, Endlicher foi nomeado curador das coleções do gabinete real de história natural, e em 1840 foi nomeado professor na Universidade de Viena e diretor do seu Jardim Botânico. Publicou uma descrição abrangente do reino vegetal de acordo com um sistema natural, na época considerada a descrição mais abrangente até ali publicada. Contendo profusas ilustrações, foi publicado em conjunto com a reedição da obra intitulada Grundzüge der Botanik (Fundamentos da Botânica) de Franz Unger.
Endlicher foi fundamental no estabelecimento da Academia Imperial de Ciências (em alemão:  Akademie der Wissenschaften), mas ao contrário de suas expectativas, o barão Joseph von Hammer-Purgstalll foi eleito seu primeiro presidente em seu lugar, o que o levou a renunciar a condição de membro.
Ofereceu a sua biblioteca e herbários pessoais ao Estado, e durante mais de 10 anos passava várias horas por semana na companhia do imperador Ferdinand I, mas não recebeu outra recompensa para além do título de conselheiro (em alemão:  Regierungsrath).
Como um conhecido liberal, Endlicher foi convidado a atuar como mediador durante a revolução de 1848, mas acabou sendo forçado a deixar Viena por um tempo. Em 1848, ele também se tornou membro do Parlamento de Frankfurt e da assembleia de Kremsier (Kroměříž). [carece de fontes?]
Literatura, linguística e sinologia
Endlicher fez contribuições valiosas para o conhecimento da antiga literatura alemã e clássica e apontou novas fontes da história húngara, publicando Fragmenta Theotisca Versionis antiquissimae Evangelii Matthaei  (editado em colaboração com Hoffmann von Fallersleben, 1834), uma edição de dois poemas de Prisciano (1828), e Anonymi Belæ Regis Notarii de Gestis Hungarorum Liber (1827). As suas publicações linguísticas incluem Analecta Grammatica (em colaboração com Joseph von Eichenfeld, 1836) e Anfangsgründe der chinesischen Grammatik (Fundamentos da gramática chinesa, 1845).
A sua obra Verzeichniss der japanesischen und chinesischen Münzen des kaiserlichen Münz- und Antikencabinets (Catálogo das moedas japonesas e chinesas no Gabinete Imperial de Moedas e Colecções de Antiguidades; 1837) e Atlas von China nach der Aufnahme der Jesuitenmissionäre ' (Atlas da China após a chegada dos missionários jesuítas; 1843) são muito bem fundamentados e merecem ser mencionados como espécimes de sua grande capacidade intelectual. Escreveu várias obras em colaboração com outros estudiosos, e muitos dos seus escritos menores estão espalhados pelos periódicos da sua época, especialmente no Annalen des Wiener Museums (Anais do Museu de Viena).
Botânica
Apesar das suas relevantes contribuições no campo da literatura e linguística, os seu mais valiosos trabalhos são sobre botânica. Os mais destacados entre as suas publicações são Genera Plantarum (1831-1841), no qual estabelece um novo sistema de classificação (o sistema Endlicher), Grundzüge einer neuen Theorie der Pflanzenerzeugung (Fundamentos de uma nova teoria de melhoramento genético; 1838); e Die Medicinalpflanzen der österreichischen Pharmakopöe (Plantas medicinais da farmacopeia austríaca; 1842). Entre as outras obras relevantes no campo da botânica contam-se Ceratotheca (1822), Flora Posoniensis (1830), Diesingia (1832), Atacta Botanica (1833), Iconographia Generum Plantarum (1838), Enchiridium Botanicum (1841) e Synopsis Coniferarum (1847).
Endlicher fundou o jornal botânico Annalen des Wiener Museums der Naturgeschichte (de 1835 em diante). Iniciou a publicação de Flora Brasiliensis em colaboração com Carl Friedrich Philipp von Martius. Também publicou os primeiros trabalhos sobre a flora da Austrália, incluindo a descrição das plantas colectadas por Carl von Hugel e Ferdinand Bauer.
Endlicher descreveu alguns novos géneros de plantas, incluindo Sequoia, e também sua única espécie extante, Sequoia sempervirens (da Califórnia). Embora Endlicher nunca tenha oferecido uma explicação para o nome genérico escolhido, escritores posteriores especularam que deve ter se inspirado no nome do linguista Cherokee Sequoyah. John Davis atribuiu a Endlicher o nome de Sequoyah gigantea, uma nova espécie de sequóia descrita em 1847, atualmente designada por Sequoiadendron giganteum (a sequóia-gigante-da-califórnia), em homenagem à invenção de Sequoyah do silabário Cherokee. Estudos recentes apoiam essa hipótese. Endlicher parece ter combinado o latim sequi (que significa seguir) com sua admiração por Sequoyah e cunhou "Sequoia" porque o número de sementes por cone no género recém-classificado correspondia à sequência matemática com o outros quatro géneros da subordem.
O género Endlicheria da família Lauraceae foi assim designado tomando o seu nome como epónimo.
O sistema Endlicher System de classificação das plantas, proposto na sua obra Genera Plantarum, estabelece uma hierarquia de Regio, Sectio, Cohors, Classis, Ordo, com subsequentes subdivisões (e finalmente Genus), usando um número sequencial para os taxa.

## Principais trabalhos
Entre muitos outros, Endlicher é autor das seguintes publicações:
- Genera Plantarum Secundum Ordines Naturales Disposita (1836–50)[7]
- Synopsis Coniferarum (1847)
- Die Medicinal-Pflanzen der österreichischen Pharmakopöe: ein Handbuch für Ärzte und Apotheker. Gerold, Wien 1842[8]
- Enumeratio plantarum quas in Novae Hollandiae ora austro-occidentali ad fluvium Cygnorum et in sinu Regis Georgii collegit Carolus Liber Baro de Hügel
- Prodromus Florae Norfolkicae [9] (Flora of Norfolk Island), available online at Project Gutenberg ebooks
- Stirplum Australisicum [9]